# Inspektorat Brzeżany Armii Krajowej
Inspektorat Brzeżany Armii Krajowej – terenowa struktura Okręgu Tarnopol Armii Krajowej.
W ramach Akcji „Burza” odtwarzał 51 pułk piechoty Strzelców Kresowych pod dowództwem por. Antoniego Fanderowskiego „Wana”. Liczył ok. 700 żołnierzy.

## Skład organizacyjny
Struktura organizacyjna podana za Atlas polskiego podziemia niepodległościowego:
- Obwód Brzeżany Armii Krajowej
- Obwód Podhajce Armii Krajowej